# مارك بيرسون (لاعب هوكي الحقل)
مارك بيرسون هو لاعب هوكي الحقل كندي، ولد في 18 يونيو 1987 في فانكوفر في كندا.

## وصلات خارجية
- مارك بيرسون على موقع الاتحاد الدولي للهوكي (الإنجليزية)
- مارك بيرسون على موقع أوليمبيديا (الإنجليزية)
- مارك بيرسون على موقع اللجنة الأولمبية الكندية (الإنجليزية)